# Pudło ekspresyjne

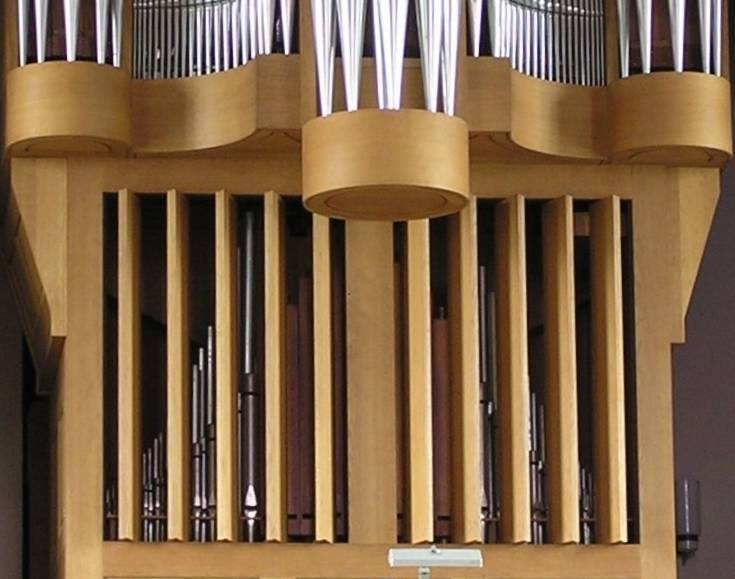
Pudło ekspresyjne z otwartymi żaluzjami

Pudło ekspresyjne, szafa ekspresyjna, echo, komora echowa – urządzenie w organach piszczałkowych mające formę dużej skrzyni lub szafy, w której zamknięte są piszczałki. Jedna ze ścian pudła (przednia lub górna) zabudowana jest pionowymi panelami – żaluzją – które mogą obracać się w osi pionowej, odsłaniając lub zasłaniając wnętrze szafy. Otwieranie żaluzji powoduje zwiększanie głośności piszczałek znajdujących się wewnątrz pudła.

## Budowa i działanie
Elementy dźwiękotwórcze organów – piszczałki – wydają dźwięki o stałym natężeniu dźwięku. Jednym ze sposobów dynamicznej zmiany głośności jest izolowanie piszczałek w zamkniętej przestrzeni, którą – w zależności od bieżącej potrzeby – można otwierać lub zamykać: pudle ekspresyjnym (nazywanym też szafą ekspresyjną, echem lub komorą echową). Ma ono formę szafy lub skrzyni o grubych, tłumiących dźwięk ścianach. Jedna ze ścian (przednia lub górna) nazywana żaluzją zbudowana jest z szeregu pionowych listew, które mogą obracać się wokół pionowej osi.
Wewnątrz pudła umieszczona jest jedna lub więcej wiatrownic z głosami należącymi do jednego lub większej liczby manuałów. Przy zamkniętych żaluzjach dźwięk głosów znajdujących się wewnątrz pudła jest mniej słyszalny, przytłumiony; przy otwartych jest głośniejszy. Stopniowe otwieranie żaluzji wywołuje efekt crescenda, zamykanie – decrescenda.

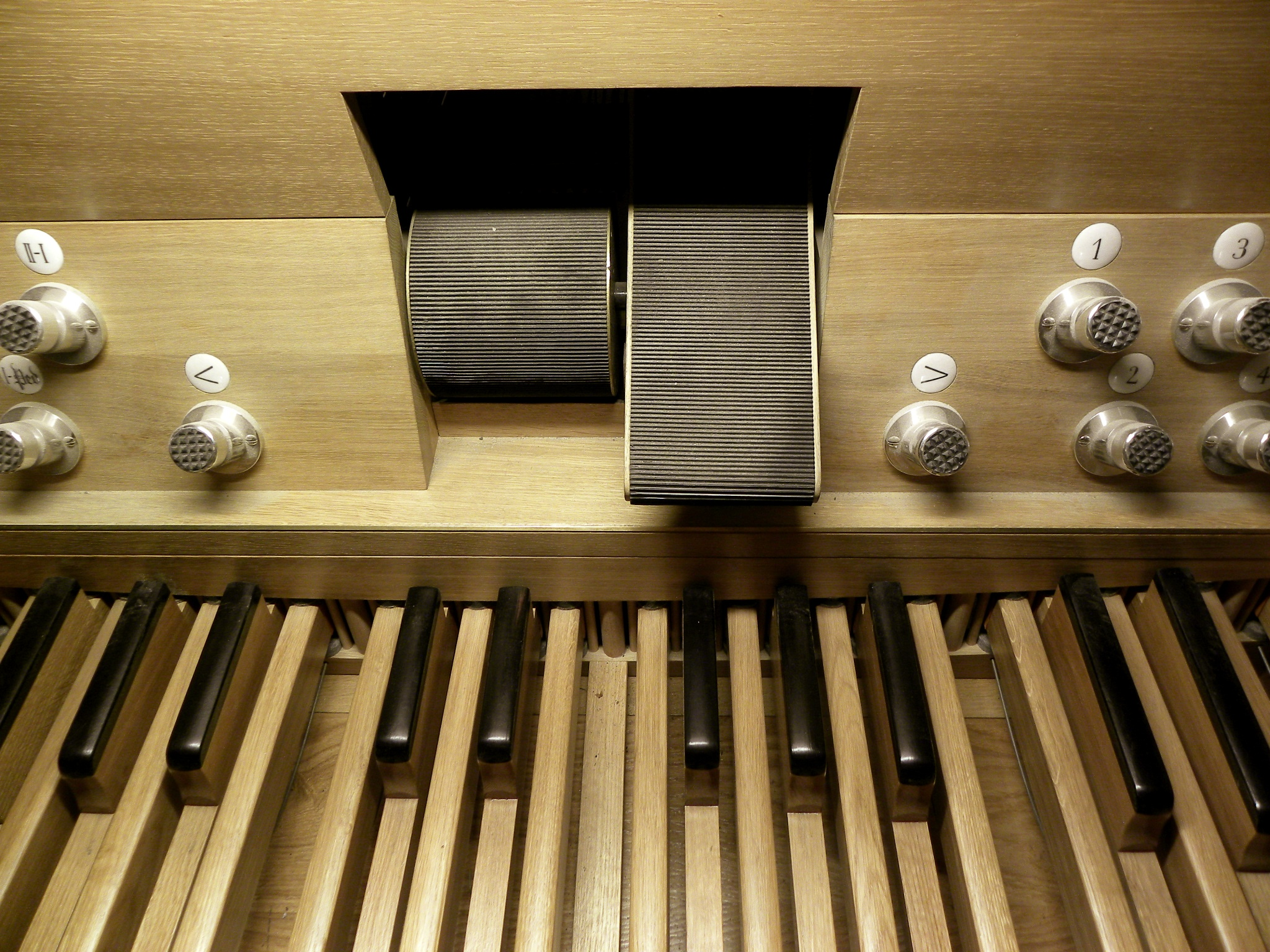
Pedał do otwierania i zamykania żaluzji w pudle ekspresyjnym

Żaluzje otwiera się i zamyka pedałem (niekiedy wałkiem) zainstalowanym w cokole stołu gry, tuż nad klawiszami klawiatury nożnej. Połączenie pedału z żaluzjami może być zrealizowane urządzeniami mechanicznymi, pneumatycznymi lub elektrycznymi.
Organy mogą być wyposażone w jedno lub więcej pudeł ekspresyjnych.

## Historia
Pudło ekspresyjne zostało wynalezione w Anglii na początku XVIII wieku. Jego prototypem były pochodzące z Półwyspu Iberyjskiego, wprowadzone do konstrukcji organów w XVII wieku komory echowe – skrzynie z otwieranym linką wiekiem, w których zamykano pojedyncze grupy piszczałek. Najstarsza pochodzi z organów datowanych na 1662 z miejscowości Bilbao w północnej Hiszpanii. Podobne rozwiązanie zastosował angielski organmistrz Abraham Jordan; swoją skrzynię wyposażył w mechanizm obsługiwany pedałem. Budowana współcześnie konstrukcja pudła ekspresyjnego wyposażonego w żaluzje obsługiwane pedałem zaadaptowana została w XVIII wieku z rozwiązania opracowanego dla klawesynu ok. 1760 przez budowniczego instrumentów Burkata Shudiego.